# ياسين بنصغير
ياسين بنصغير (مواليد 3 يناير 1983، الرباط) عداء مغربي في المسافات المتوسطة، متخصص في سباق 1500 متر.
أفضل وقت شخصي له هو 3:33.04 دقيقة، حقّقه في يوليو 2007 في موناكو.
أعلن الاتحاد الدولي لألعاب القوى في يوليو 2016 إيقافه لمدة 4 سنوات بعد أن تم اكتشاف خلل في جواز سفره البيولوجي. تم إلغاء نتائجه اعتبارًا من 7 يونيو 2014. ينتهي الإيقاف في 11 أبريل 2020.

## روابط خارجية
- ياسين بنصغير على موقع الاتحاد الدولي لألعاب القوى (الإنجليزية)
- ياسين بنصغير على موقع اللجنة الأولمبية الدولية (الإنجليزية)
- ياسين بنصغير على موقع أوليمبيديا (الإنجليزية)
- ياسين بنصغير على موقع اللجنة الأولمبية المغربية (الفرنسية)